# Apogonia posticalis
Apogonia posticalis är en skalbaggsart som beskrevs av Gilbert John Arrow 1921. Apogonia posticalis ingår i släktet Apogonia och familjen Melolonthidae. Inga underarter finns listade i Catalogue of Life.